# Rinaldo Küfferle
Rinaldo Küfferle (Ринальдо Кюфферле; San Pietroburgo, 1º novembre 1903 – Milano, 20 febbraio 1955) è stato un poeta, traduttore e librettista russo naturalizzato italiano.

## Biografia
Nato in Russia, figlio dello scultore svizzero Pietro Küfferle (1871-1942) e di Anna Budaitis (1883–1919), di origine lituano-polacca, giunse con i genitori in Italia nel 1917, dopo la rivoluzione d'ottobre. Ottenne la cittadinanza italiana negli anni venti. Il 3 aprile 1933 sposò la giornalista e scrittrice per ragazzi Giana Anguissola.
Si dedicò all'attività letteraria scrivendo versi in lingua italiana, svolgendo una intensa e importante attività di traduttore di prose e versi dal russo in italiano. Nei primi anni trenta curò per la casa editrice Bietti la collana "Biblioteca russa" con opere letterarie russe, di cui era traduttore per lo più dallo stesso Kufferle, tradotte in italiano dalla lingua russa, anziché dal francese come avveniva spesso, provviste di introduzione e note a cura del traduttore
. Tradusse inoltre in versione ritmica libretti d'opera dal russo e dal tedesco (Enea di Roussel, Il convitato di pietra di Dargomyžskij, Anfione e L'Aiglon di Honegger, Il Processo di Gottfried von Einem, L'usignolo e La carriera di un libertino di Stravinskij, Nerone e Atte di Manén, El Retablo di Manuel de Falla, Soleida di Max Donisch, Ruslan e Ljudmila di Glinka, L'Uomo nero di Norbert Schultze, Evgenij Onegin di Čajkovskij, Dafne, Capriccio, La donna senz'ombra e Il giorno della pace di Richard Strauss, Leonora 40-45 di Rolf Liebermann, Aleksandr Nevskij e L'amore delle tre melarance di Prokof'ev, Peer Gynt di Egk, Filanda magiara di Kodály, Novità del Giorno di Hindemith, La leggenda dell'invisibile città di Kitež e della fanciulla Fevronija e La fiaba dello zar Saltan di Rimskij-Korsakov, Il ratto dal serraglio di Mozart, Chovanščina, Il matrimonio e La fiera di Soročincy di Musorgskij) e il libretto Cefalo e Procri per Ernst Křenek.
Nel 1935 gli fu assegnato un premio minore nell'ambito del Premio Viareggio.
Vocato all'antroposofia, questa sua adesione fu sostanzialmente tollerata dal regime fascista.
Nel 1946 fondò la rivista Antroposofia. Rivista di scienza dello spirito.

## Opere (selezione)

### Poesia
- Il pollice riverso: versi, Pontedera: Tip. A. Vallerini, 1920
- Le ospiti solari, Milano: La Prora, 1932
- Treno di notte, Milano: La Prora,
- Disgelo: poesie, Milano: I.T.E., 1936
- Incontro con Sofia, Milano: Fratelli Bocca, 1941
- I Sogni, Milano: Fratelli Bocca, 1942
- La Festa della dea Nerto: Mistero in un atto, Milano: Fratelli Bocca, 1945
- Canti spirituali, Milano: Bocca, 1946
- Poesie scelte, Milano-Roma: Fratelli Bocca, 1954

### Libretti e versioni ritmiche
- Novità del Giorno, Opera comica in due atti e dieci quadri di Marcellus Schiffer, Musica di Paul Hindemith, Milano: Ed. Carisch, 1954 (riduzione per il Teatro San Carlo di Napoli, 1955)
- La leggenda dell'invisibile città di Kitež e della fanciulla Fevronija, opera in quattro atti e sei quadri di Nikolaj Andreevič Rimskij-Korsakov, libretto di Vladimir Ivanovič Bel'skij, Milano: Ed. Carisch per Conto Dell'ed. Belaieff, 1956
- La donna senz'ombra, opera in tre atti (undici quadri) di Hugo von Hofmannsthal; musica di Richard Strauss (opus 65), Milano: Casa Musicale Sonzogno, stampa 1986
- La favola dello zar Saltan, Opera in 1 prologo, 4 atti e 7 quadri di Nikolaj Andreevič Rimskij-Korsakov, libretto da A. Puškin di Vladimir Ivanovič Bel'skij, Milano: Sonzogno, 1929
- Il ratto dal serraglio, opera in tre atti di W. A. Mozart; libretto di Gottlieb Stephanie, Milano: Carisch, stampa 1958
- Joseph Gregor, Il giorno della pace, opera in un atto; musica di Richard Strauss, op. 81, Berlin: A. Fürstner; Milano: Casa Musicale Sonzogno, 1939
- Cefalo e Procri, opera in tre scene e un prologo di Rinaldo Küfferle, musica di Ernst Křenek, opus 77, Lipzig: Universal Edition, 1933
- Chovanščina. Dramma musicale popolare in cinque atti, libretto e musica di Modest Petrovič Musorgskij, Milano: Sonzogno, 1953
- Il matrimonio, opera comica di Nikolaj Gogol', musica di Modest Petrovič Musorgskij
- La fiera di Soročincy, opera comica di tre atti di Modest Petrovič Musorgskij dalla novella di Gogol'; terminata e strumentata da Nikolaj Čerepnin, Milano: Sonzogno, 1939

### Traduzioni
- da Fëdor Michajlovič Dostoevskij
  - I demoni, trad. di Rinaldo Küfferle, introduzione di Remo Cantoni, Milano: Mondadori, 1931; Milano, Mursia, 1958.
  - L'adolescente, introduzione di Ettore Lo Gatto, traduz. di Rinaldo Küfferle, Milano: Sansoni, 1958
  - L'orfana. Le notti bianche, introduzione e traduz. a cura di Rinaldo Küfferle, Torino: UTET, 1956 (Coll. "I grandi scrittori stranieri").
- Johann Wolfgang von Goethe, Ifigenia in Tauride, trad. Rinaldo Küfferle, Milano: Fratelli Bocca, 1949
- Due Versioni Goethiane ("Biblioteca scientifico-spirituale" ; Milano, Bocca Editori, 1941)
- Ivan Bunin
  - L'amore di Mitia e altre prose, trad. Rinaldo Küfferle
  - L'affare dell'alfiere Elaghin, Palermo: Sellerio, 1992
- da Ivan Sergeevič Turgenev
  - Scene e commedie; Prima versione integrale e conforme al testo Russo con note di Rinaldo Küfferle, Torino: Ed. Slavia, 1934
  - Primo amore, Milano: Bompiani, 1946
  - Padri e figli, Milano-Verona: Mondadori, 1933
  - Alla vigilia: romanzo; traduzione dal russo e introduzione di Rinaldo Küfferle, Milano: Sonzogno, 1933
- da Aleksandr Sergeevič Puškin
  - Il Boris Godunov e le tragedie minori; traduzione in versi e introduzione di Rinaldo Küfferle, Milano: A. Mondadori, 1936
  - Romanzi e racconti; unica traduzione integrale dal russo di Rinaldo Küfferle; con la biografia dell'autore desunta da Iv. Ivanov, Sesto San Giovanni: A. Barion, stampa 1936, Ed. del centenario 1837-1937
- da Dmitrij Sergeevič Merežkovskij
  - L'Atlantide, Milano: Hoepli, 1937